# Vincent Badie

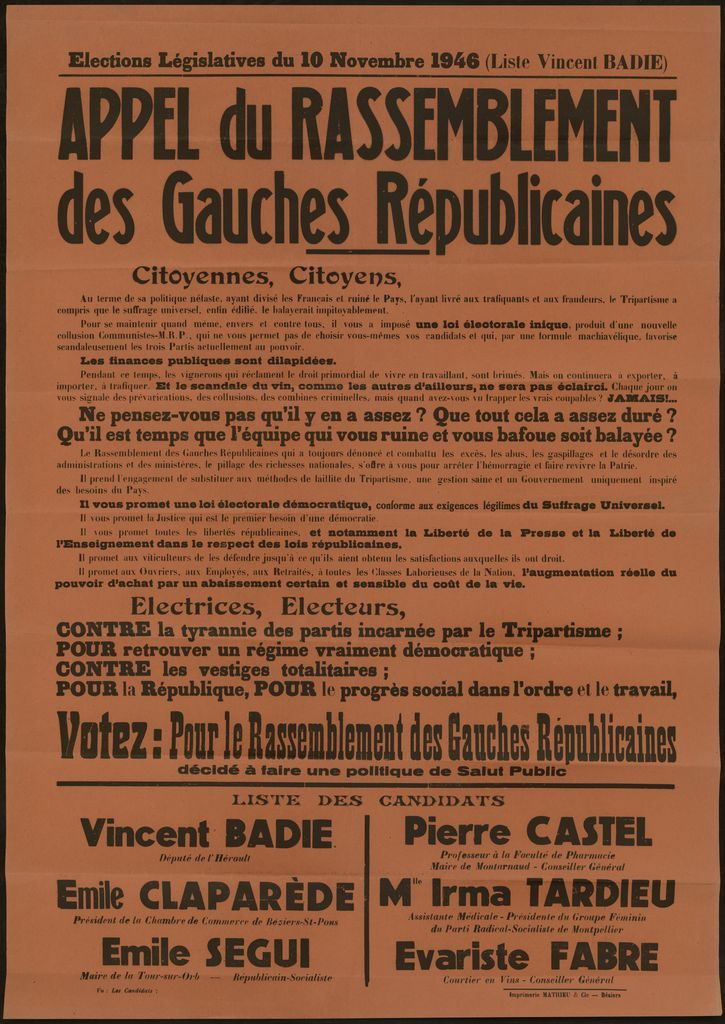
Aufruf der Versammlung der republikanischen Linken. Parlamentswahlen vom 10. November 1946 (Liste Vincent Badie). Archives départementales de l’Hérault. Signatur: 12 FI 329/1.

Vincent Badie (* 16. Juli 1902 in Béziers; † 8. September 1989 in Montpellier) war ein französischer Politiker und Widerstandskämpfer.

## Leben
Vincent Badie schloss sein Studium als Doktor der Rechte ab und arbeitete danach als Rechtsanwalt in Montpellier. Er engagierte sich für die Radikale Partei und wurde 1931 und 1937 zum Generalrat des Départements Hérault gewählt. 1938 gewann er eine Nachwahl im Kanton Gignac für dieses Amt. Nach der Wahl 1936 zog er als Abgeordneter des Wahlkreises Lodève in die Abgeordnetenkammer ein. 1938 wurde Badie Bürgermeister von Paulhan.
Nach dem Beginn des Zweiten Weltkriegs positionierte er sich als Gegner des deutsch-sowjetischen Nichtangriffspakts und bezog Stellung gegen die Propaganda der PCF.
Als Pierre Laval im Juni und Juli 1940 der Nationalversammlung einen Gesetzentwurf vorlegte, der Marschall Pétain diktatorische Vollmachten einräumte, brachte Badie mit weiteren 27 Abgeordneten einen gemäßigteren Alternativantrag ein. Der Antrag wurde ohne Aussprache abgelehnt. Lavals Vorlage wurde mit großer Mehrheit angenommen; Badie gehörte zu Les quatre-vingts, also den 80 Abgeordneten, die gegen das Verfassungsgesetz stimmten.
Badie wurde darauf als Bürgermeister von Paulhan abgesetzt und schloss sich der Gruppe des Front national in der Résistance an. Am 25. November 1943 wurde er von der Gestapo verhaftet und in das KZ Dachau deportiert, wo er 1945 befreit wurde.
Als ehemaliger Gefangener und Deportierter wurde Badie 1945 in die Assemblée consultative provisoire (provisorische beratende Versammlung) berufen. Im Herbst 1945 und im Juni 1946 wurde er in die Verfassungsgebende Versammlung gewählt. 1946, 1951 und 1956 zog er als Deputierter in die Nationalversammlung ein. 1958 unterlag er dem Kandidaten der MRP, Paul Coste-Floret. Bis 1964 war er noch als Generalrat und bis 1971 als Bürgermeister von Paulhan tätig. Badie war sowohl im Kabinett Faure II (1955–1956) als auch im Kabinett Pflimlin (1958) als Minister für Veteranen und Kriegsopfer Mitglied der französischen Regierung.
Badie leitete in Montpellier die Wochenzeitung La démocratie méridionale. Er verfasst mehrere Bücher: Le procès des Fleurs du Mal (1927), M. Alexandre Millerand, socialiste réformiste: son œuvre sociale (1931), La hausse illicite (1942) und, in Zusammenarbeit mit Albert Koops, L’amnistie, La loi du 16 août 1947 (Amnestie, Das Gesetz vom 16. August 1947).
Badie war Ritter der Ehrenlegion, Träger des Croix de guerre 1939–1945, der Médaille de la Résistance und Träger des Verdienstordens für Frontkämpfer. In Montarnaud ist das Collège Vincent Badie nach ihm benannt.